# آلفرد دانکن
جوزف آلفرد دانکن (انگلیسی: Joseph Alfred Duncan؛ زادهٔ ۱۰ مارس ۱۹۹۳) بازیکن فوتبال اهل غنا است که برای باشگاه فیورنتینا بازی می‌کند.
از باشگاه‌هایی که در آن بازی کرده‌است می‌توان به اینتر میلان، لیورنو، سمپدوریا، ساسوئولو و فیورنتینا اشاره کرد.
وی همچنین در تیم ملی فوتبال غنا بازی کرده‌است.